# FRONT MISSION5 Scars of the War
『FRONT MISSION5〜Scars of the War〜』（フロントミッションフィフス スカーズオブザウォー）は、2005年12月28日にスクウェア・エニックスより発売されたPlayStation 2用ゲームソフト。ジャンルはシミュレーションRPG。

## 概要
2003年に再開されたフロントミッションプロジェクトの第5弾としてリリースされ、フロントミッションシリーズのナンバリングタイトルとしては第5作となる（リメイクを除けばシリーズ通算9作目）。U.S.N.に属する一兵士の2070年から2112年までの半生を綴っている。なお、『1st』『3rd』のストーリーとの関連性の強い作品でもある。
キャッチコピーは「これは、戦いの歴史を駆け抜けた一人の兵士の物語――」。
2006年に廉価版「アルティメットヒッツ」として再発売。通常版に存在した不具合が一部修正されている。
シリーズでは唯一、海外でのリリースがされていないタイトルである。
ストーリーは大別するとUSN陸軍編、ストライクワイバーンズ編、バーゲスト編の3つに分けられる。

## あらすじ
これは、戦いの歴史を駆け抜けた一人の兵士の物語――
西暦2070年、ウォルター・フェン、グレン・デュバル、ランディ・オニールの3人は第1次ハフマン紛争に巻き込まれる。そこでウォルターとグレンは身体に大きな傷跡を残し、ウォルターとランディはU.S.N.の施設に、グレンはO.C.U.の施設に送られていった。
西暦2086年、U.S.N.の一兵卒となった2人は歩兵としてある暴動を鎮圧するための任務で窮地に陥ったところを、ヴァンツァーに乗ったグレンに助けられる。その3年後、二人はヴァンツァーパイロットになるための訓練を終え、晴れてヴァンツァーパイロットになった。
西暦2090年、ラーカス事件を引き金にして起こった第2次ハフマン紛争にて、ウォルターとランディはグレン率いる部隊と遂にヴァンツァー同士で交戦、その結果グレンはU.S.N.軍に捕虜として連行されたはずだった……。
西暦2091年8月9日　フォートモーナスに侵攻してきた敵機はグレンの認識コードを示したが、不可解な言動をとり、何のためらいもなくランディを殺害してしまう。悲しみに暮れるウォルターは、ランディの遺品を整理していた中で、とある部隊への編入志願書を見つけ、その遺志を継ぐ決意をする。地獄の編入訓練を経てU.S.N.海軍第11特殊機甲強襲連隊"ストライク・ワイバーンズ"に入隊したウォルターだったが、まさか本隊長は、かつてウォルターとランディと同じ施設で育っていたリン・ウェンライトであった……。
グレンやリンが操縦する機体は、超高性能な特異性を発揮していたが、それは特殊な手術処置によって実現されていたシステムであり、それが原因で対象者は記憶や人格の変化を副作用としていることが判明する。
OCUとUSNの争乱に乗じて暗躍する組織。その企みを阻止しつつ、グレンやリンを救うために戦場を駆け抜ける。

## ゲームシステム
本作は従来作品同様、基本的にアドベンチャーパート→バトルステージの繰り返しでゲームが進行する。アドベンチャーパートでは基地や空母エクリプス内で情報収集を行ったり、兵士をスカウトすることが可能である。機体のセットアップ、パイロットの編成、シミュレーター、アリーナといったバトルステージへの準備もアドベンチャーパートおよびブリーフィングで行うことになる。バトルも従来のシリーズと同様にターン制のシミュレーションバトルで展開していく。
以下、本作で初採用されたシステムについて解説する。
スカウト
本作では主人公とメカニックのみがストーリーテラーとして固定メンバーであり、他のメンバーは自由に編成でき、シナリオにも干渉しない。しかしながら人数は変更できないので入れ替え方式となる。プレイヤーはアドベンチャーパートでの会話を通じて、兵士をスカウトして自分の小隊に加えることが出来る。各パイロットには適正ジョブと性格が設定されており、性格には「攻撃型」「味方重視型」「目標重視型」「慎重型」の4種類があり、これによってバトル中の行動が変化する。なおキャラクターの中にはS型と呼ばれる特殊なステータスを持った兵士も存在する。適正ジョブについてはジョブの項目を参照。
スキル
スキルにはバトル中に確率で発動する「バトルスキル」、セットするだけで必ず効果を発動する「オートスキル」、リンクが可能となる「リンクスキル」、バトル中にコマンドとして選択できるようになる「コマンドスキル」、適正ジョブのみが覚えられる「スペシャルスキル」、リンク戦闘したメンバー全員に効果を及ぼす「リーダースキル」の6種があり、それぞれジョブレベルを上げることで覚えていく。
ジョブ
各パイロットには適正ジョブが設定されており、バトル中の行動によって各ジョブレベルが上がる。ジョブレベルを上げるとスキルを修得できる。各ジョブには適正ジョブでのみ習得可能な「スペシャルスキル」が設定されている。ジョブには、格闘特化の「ストライカー」、近距離武器特化の「アサルト」、狙撃特化の「ガンナー」、遠距離特化の「ランチャー」、回復特化の「メカニック」、電子戦特化の「ジャマー」の6種類がある。
バックパック
『4th』からの変更点として「リペア＋EMP」など複数機能を持つバックパックの追加、レーダーがEMPへ統合、ラジオとジェットバックの削除（ジェットパックは敵ユニットのみが装備）等がある。
リンク
前作『4th』から引き続き採用されたが、大幅にブラッシュアップされた。前作ではあらかじめパイロットごとに誰とリンクさせておくかを設定しておくなど細かい操作を必要としたが、今作では「リンクスキル」のセットだけでリンクの発動が可能になっている。敵側も使用してくる。
かなり強力なシステムのため、運用次第でゲーム攻略の難易度が大きく変化する。
改造システム
『3rd』にもあったヴァンツァーを強化するシステムの発展型で、今作ではランクアップ制。シナリオの進行に伴って獲得できる「RP」を消費することによって、パーツの性能を上げることが出来る。単純な強化だけではなく特性を偏らせるように枝分かれする改造もあるため、ひとつの能力を特化させるか、バランスを取るかといった個々のプレイスタイルに合わせられるようになった。ひとつのLv1パーツから複数系統に枝分かれするものもあり、全体的なパーツのバリエーションは多岐に渡る。
流れ弾
本作では攻撃中の射線（攻撃ユニットと被攻撃ユニットを結ぶ線）上にいるユニットに流れ弾があたるようになった。そのため今まで以上に各ユニットの位置取りが重要になっており、敵同士の流れ弾を誘い耐久力を削ぐといった戦術も有効であるなど、攻略の幅も広がっている。また、高低差等による命中率補正が存在しないなどシステム面で簡素化されており、流れ弾を防ぐ場合は射線の判定のみに気を配れば良い。
アリーナ
いわゆる『1ST』、『2nd』の闘技場で、完全自動戦闘。1vs1から最大3vs3のバトルが可能であり、CPを賭けて戦闘し、Lv差やパーツの差でオッズが決まる。また、対戦相手のチームには過去のシリーズに登場したキャラクターたちが多数登場する。ただし、『4th』と『5th』以外のキャラクターは本作用にデザインが変更されている。
また、シナリオ上の故人キャラクターに関しては「システムでエミュレートしたもの」という設定となっている。
サバイバルシミュレーター(詳細は後述）
本作オリジナルのシミュレーターモード。任意のパイロット1名のみでの参加となり、指定された初期装備で出撃し、様々なパーツや武器を回収して強化し最大100層のステージをクリアする。任意でRPを稼ぐ唯一のモードであり、100層まで辿りつくには平均して数時間かかる。
内容はいわゆるローグライクゲームであり、シミュレーター内で取得した武器やパーツの一部は条件つきで持ち帰ることが可能であり、ここでしか取れないレアな武器やパーツが多数ありやりこみ性も充実している。なおパーツを持ち帰らない代わりにRPを獲得することも選択できる。
シアター
既に見たムービーを視聴することが出来る。シナリオの名場面が揃っており、概略を見返す上でも有用となっている。また、ゲーム内で設定した機体をシアタームービーに登場させることができるうえ、本作の迷彩やカラーは『2nd』以上に多彩なため、笑いを誘うセットアップで視聴することも出来る。

## サバイバルシミュレーター
プレイ方法
本編シナリオをステージ6以降まで進行した状態で、アドベンチャーパートから開始することができ、開始時のシナリオ進行度合いと、2周目以降で最初に選んだ難易度によってゴール階層が最大100フロアまで変化する。
ルール
- 開始時に部隊に所属している兵士から一人だけ選出して、１フロアからスタートする。開始時のレベル、装備は固定。選択した兵士の適正ジョブのステータスだけLv2から開始。また一部、初期装備が異なる兵士もいる。
- フロアにはコンテナが設置してあり、射撃して爆破するか、隣接してアイテムを回収するか選択できる。敵機を破壊するとコンテナが出現する場合もある。
- コンテナ爆破は周囲に誘爆を生じる。
- リペアアイテムや機体パーツ、武器はコンテナから入手するしかない。また、資金はそれらを売却するしかなく、RPもコンテナから入手するしかないため、限られた範囲内で改造していく。
- 中間セーブは可能だが、階層末尾が8・9・0では不可能。（例：21～27フロアまでは自由にできるが、28～30フロアでは中間セーブができない）
- また、クリアと同義となるシミュレーターからの脱出は、階層末尾が8・9・0のフロアで確率で出現する脱出装置がなければできない。
- 脱出、またはその時点での最下層までクリアすると、そのフロア数に応じたポイントを使用して、RPか、クリア時点で所有していた装備のうちいずれかを本編にて使用することができるようになる。
- 本編では入手できない特殊な装備が多数存在するためコレクション要素が高いが、高性能な機体も多いため、収集しすぎると本編の難易度がかなり変化する。

## 制作スタッフ
- プロデューサー： 土田俊郎
- キャラクターデザイン： 直良有祐
- ディレクター： 玉井進太郎
- シナリオ： 三枝浩行
- 音楽： 岩崎英則、福井健一郎

## 評価
2019年現在、SRPGとしては最終作品となっている。2005年の発売当時からシナリオ・システムともにボリューム、完成度が高い評価を得ている。